# Bila

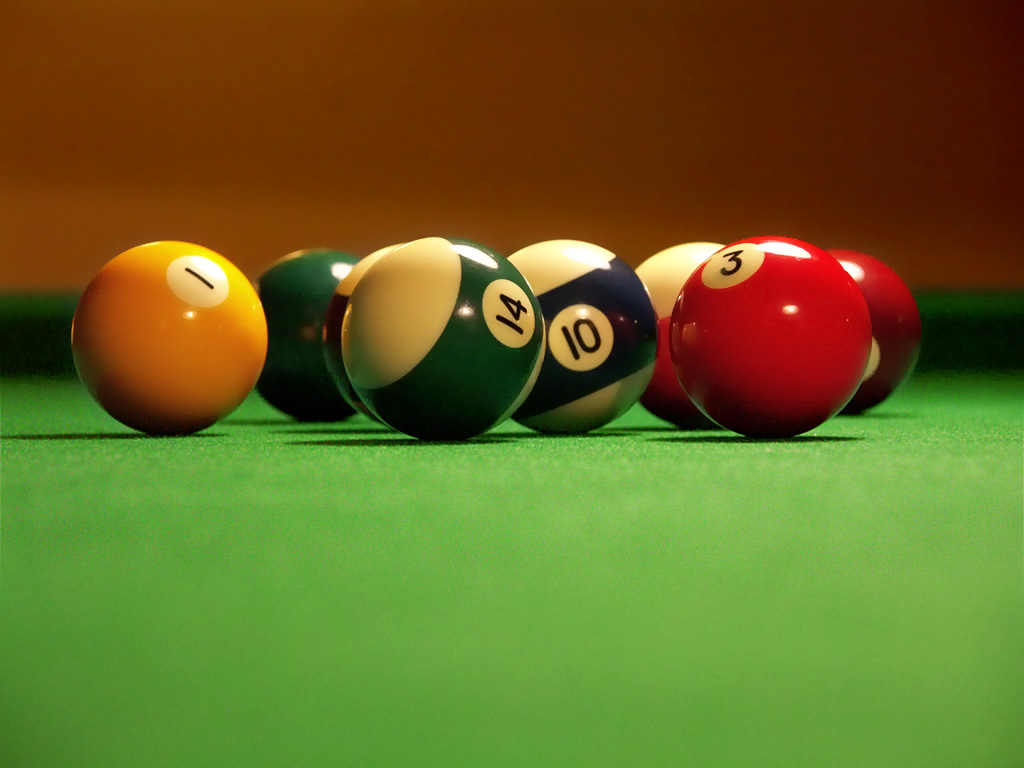
Bile

Bila – kula używana do gry w bilard.

## Historia
Bile były wykonywane z różnych materiałów, m.in. gliny, bakelitu, celuloidu, krystalitu, kości słoniowej, tworzyw sztucznych, stali czy drewna. Głównym materiałem od 1627 aż do początku XX wieku była kość słoniowa. Pogoń za jej substytutem nie brała się z motywacji ekologicznych, lecz ekonomicznych. Była ona też w części kreowana przez nowojorskich producentów bil, którzy ogłosili nagrodę 10 000 dolarów za substytut kości słoniowej. Pierwszym sztucznym materiałem okazał się celuloid wymyślony przez Johna Wesleya Hyatta w 1868, ale tworzywo to czasami wybuchało podczas produkcji i było wysoce łatwopalne. Dziś bile wykonuje się z tworzyw sztucznych, np. z żywicy fenolowej. Są to materiały o wysokiej odporności na pękanie i odpryskiwanie.
Jest wiele rozmiarów i zestawów bil.

## W bilardzie francuskim
Do gry w bilard francuski stosuje się nieponumerowane trzy bile o średnicy 61,5 mm: jedną czerwoną, jedną białą oraz jedną żółtą (lub białą z kropką, tzw. „bilę pikową”).

## W bilardzie amerykańskim
Do gry w bilard amerykański stosuje się piętnaście kolejno ponumerowanych bil oraz jedną bilę białą (rozgrywającą). Bile mają wymiar 57,15 ±0,127 mm. Bile z numerami od 1 do 8 mają jednolity kolor, przez co nazywa się je „całymi”, zaś te oznaczone liczbami od 9 do 15 są pomalowane tylko częściowo i z tego powodu nazywane są „połówkami”.
Bile mają różne kolory i wartości:
- (zagrywająca) biała bila
- (1 pkt) – żółta,
- (2 pkt.) – niebieska,
- (3 pkt.) – czerwona,
- (4 pkt.) – fioletowa, różowa,
- (5 pkt.) – pomarańczowa,
- (6 pkt.) – zielona,
- (7 pkt.) – brązowa,
- (8 pkt.) – czarna,
- (9 pkt.) – żółta,
- (10 pkt.) – niebieska,
- (11 pkt.) – czerwona,
- (12 pkt.) – fioletowa, różowa,
- (13 pkt.) – pomarańczowa,
- (14 pkt.) – zielona,
- (15 pkt.) – brązowa.

Niekiedy w bilardzie amerykańskim nie stosuje się numeracji i kolorów (w grze w ósemkę nie są one istotne). Wtedy występuje siedem bil czerwonych, jedna czarna i siedem żółtych (oraz biała).

## W bilardzie angielskim
W bilardzie angielskim bile mają wymiary 52,5 mm ±0,05 mm. Zestaw składa się z 22 bil: białej (rozgrywającej), piętnastu czerwonych, sześciu kolorowych, czasem oznaczonych numerami, aby amatorzy wiedzieli, za ile są punktów. Bile powinny mieć jednakową wagę z tolerancją 3 g na komplet.

### Wartości bil snookerowych

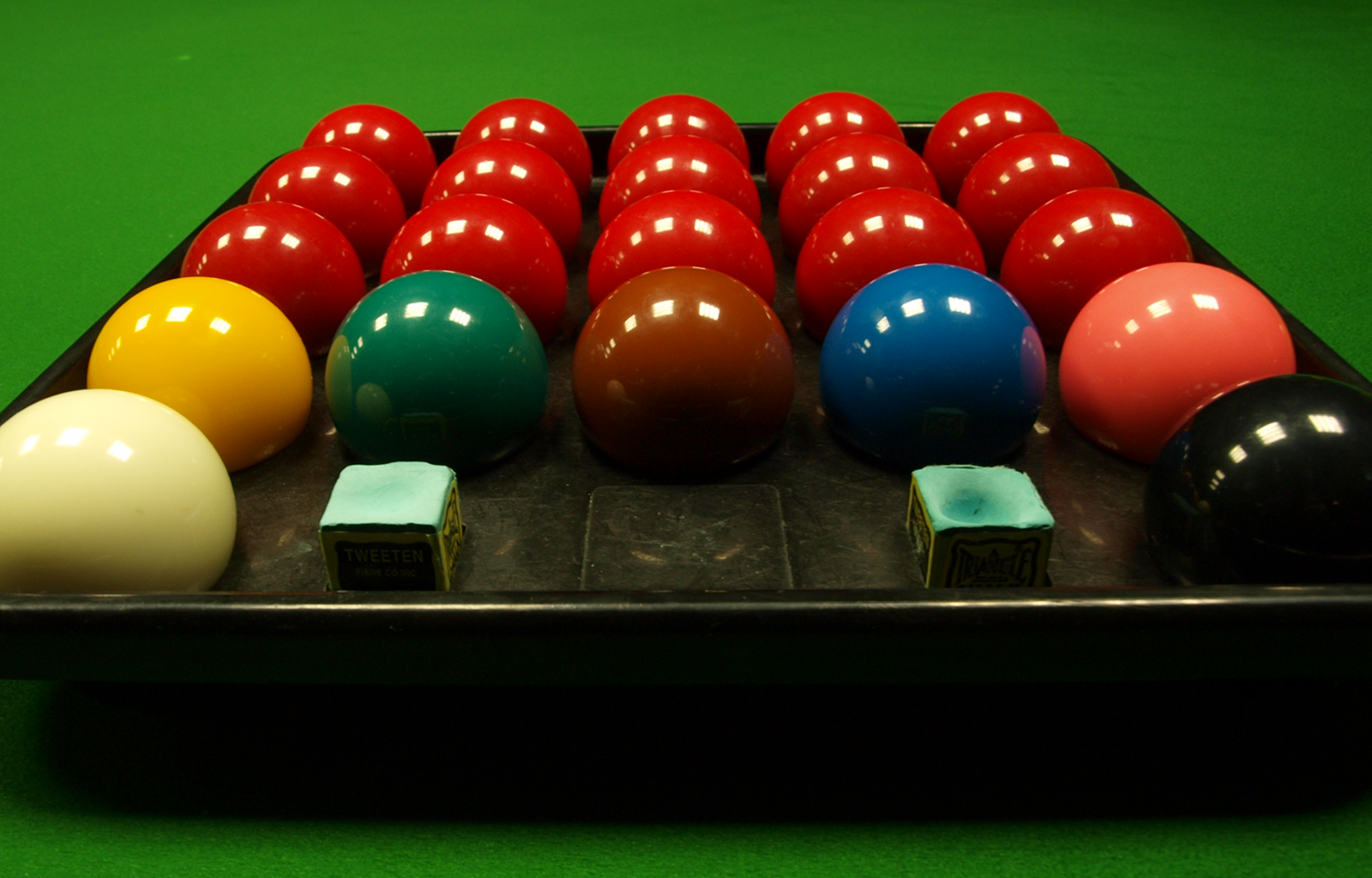
Bile do snookera

- (zagrywająca) biała bila
- (1 pkt) czerwona bila
- (2 pkt.) żółta bila
- (3 pkt.) zielona bila
- (4 pkt.) brązowa bila
- (5 pkt.) niebieska bila
- (6 pkt.) różowa bila
- (7 pkt.) czarna bila

## W bilardzie rosyjskim
Standardowo występuje piętnaście bil białych i jedna żółta (rozgrywająca), czasem rozgrywająca ma kolor czerwony, czasem biały „z kropką”. Bile są większe i cięższe niż standardowe. Są dwa dopuszczalne rozmiary: 68 mm lub 71 mm.